# إيدا بيلي ألين
إيدا بيلي ألين (بالإنجليزية: Ida Bailey Allen)‏ هي أخصائية تغذية وطاهية أمريكية، ولدت في 1885، وتوفيت في 1973.